# Luigi Burtulo
Luigi Burtulo (Udine, 11 aprile 1918 – 2 maggio 1991) è stato un politico italiano.